# Eilert Adelsteen Normann

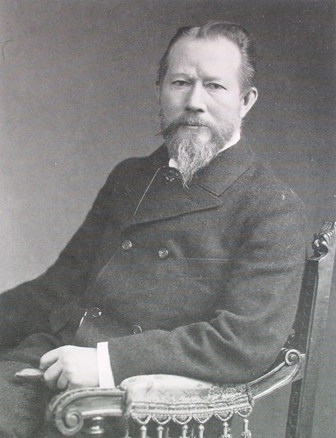
Eilert Adelsteen Normann.

Eilert Adelsteen Normann, född 1 maj 1848, död 26 december 1918, var en norsk målare.
Normann blev mycket populär för sina brett och virtuosmässigt målade fjordlandskap med höga fjäll, brant resande sig över en grön strandremsa och ett svart blankt vatten. Målningen Romsdalsfjorden finns på Nationalmuseum.